# Heligmonevra laevis
Heligmonevra laevis là một loài ruồi trong họ Asilidae. Heligmonevra laevis được Engel miêu tả năm 1927. Loài này phân bố ở vùng nhiệt đới châu Phi.